# Gastein Ladies 2009
Gastein Ladies 2009 — тенісний турнір, що проходив на кортах з ґрунтовим покриттям. Це був третій за ліком Gastein Ladies. Належав до турнірів WTA International у рамках Туру WTA 2009. Відбувся в Бад-Гастайні Австрія. Тривав з 20 до 26 липня 2009 року.

## Учасниці

### Сіяні учасниці
| Гравчиня             | Країна     | Рейтинг* | Сіяна |
| -------------------- | ---------- | -------- | ----- |
| Алізе Корне          | Франція    | 28       | 1     |
| Франческа Ск'явоне   | Італія     | 30       | 2     |
| Сібіль Баммер        | Австрія    | 31       | 3     |
| Івета Бенешова       | Чехія      | 32       | 4     |
| Карла Суарес Наварро | Іспанія    | 33       | 5     |
| Магдалена Рибарикова | Словаччина | 48       | 6     |
| Анна-Лена Гренефельд | Німеччина  | 54       | 7     |
| Луціє Градецька      | Чехія      | 56       | 8     |
| Шахар Пеєр           | Ізраїль    | 62       | 9     |

- Рейтинг подано станом на 13 липня 2009.
- Франческа Ск'явоне знялась через травму спини, тож Шахар Пеєр стала дев'ятою сіяною.

### Інші учасниці
Нижче подано учасниць, що отримали вайлд-кард на вихід в основну сітку
- Мелані Клаффнер
- Івонн Мейсбургер
- Тіна Шієхтль

Нижче наведено гравчинь, які пробились в основну сітку через стадію кваліфікації:
- Зузана Ондрашкова
- Ленка Юрикова
- Шерон Фічмен
- Кармен Клашка

Гравчиня, що потрапила до основної сітки як щасливий лузер:
- Tereza Hladiková

## Переможниці та фіналістки

### Одиночний розряд
Андреа Петкович —  Іоана Ралука Олару, 6–2, 6–3
- Для Петкович це був перший титул за кар'єру.

### Парний розряд
Андреа Главачкова /  Луціє Градецька —  Татьяна Малек /  Андреа Петкович, 6–2, 6–4